# El diablo y Dios
El diablo y el buen Dios (Le diable et le Bon Dieu) es una obra escrita por el filósofo y escritor francés Jean-Paul Sartre en 1951, estrenada el 7 de junio del mismo año en el Théâtre Antoine en París. Ambientado en la Alemania de la Guerra de los campesinos alemanes, que se alzaron contra la iglesia en el S.XVI, la obra es su más ambicioso intento de ilustrar el conflicto entre fines y mtítuloos, así como la relación entre la moralidad y la revolución.

## Sinopsis
Goetz, en una vaga referencia a Götz von Berlichingen, es un noble general, que siempre trata de hacer el mal para desafiar a Dios. Un sacerdote del pueblo, de nombre Heinrich, intenta convencerlo de que el verdadero desafío a la creación sería intentar hacer el bien, pues éste es imposible. Cada vez que se intenta hacer algo bueno acontece lo contrario, el mal no buscado. Tentado por Heinrich, Goetz apuesta que será capaz de hacer el bien. Acto seguido, regala sus tierras a sus súbditos, y construye un nuevo estado llamado "La Ciudad del Sol", en el que se ve a sí mismo como un mesías. Sin embargo, aquel nuevo estado fracasa. Sus campesinos son golpeados porque no quieren participar en el levantamiento (del que Goetz es en parte responsable al regalar sus tierras) contra los otros señores y la rebelión amenaza con fracasar, ya que Goetz les prohibió todo acto de violencia. Después de una aplastante derrota para los insurgentes con 25.000 muertos, se da cuenta de las consecuencias de su negativa a llevar a las tropas y de que al querer ayudar a los campesinos ha sido responsable de todas aquellas muertes. Cuando quiere proteger a sus súbditos todo el pueblo le da la espalda y dejan de creer en él. Se retira a vivir como un ermitaño con Hilda y de este modo espera cumplir con la apuesta: poder hacer el bien. Sartre se inspiró para realizar este drama en El rufián dichoso (1615) de Miguel de Cervantes.
Al cabo de un año, Heinrich se aparece ante Goetz para juzgar si ha logrado hacer el bien. Ambos acuerdan que no fue capaz de lograrlo, ya que solo ha provocado levantamientos y masacres, y luego ha dado la espalda al pueblo que lo necesitaba para dtítulocar su vida solo a Dios. Goetz, sin embargo, se da cuenta de que es el servicio a Dios y al Bien lo que lo separa de los hombres y por lo tanto su intento estaba condenado al fracaso. Resuelve entonces que si quiere dtítulocar su vida a los hombres debe aceptar la muerte de Dios, anulando la apuesta, y tomar su parte de responsabilidad en la guerra. A continuación se dirige al campamento sublevado para tomar el mando de la rebelión, resignado a enviar a sus pares a matar y morir.

## Personajes
Goetz - General 
Heinrich – Cura de Jerusalén
Nasty – Revolucionario de Jerusalén
Tetzel - Monje que vende indulgencias
Karl - Criado de Goetz
Catalina - Amante de Goetz
Hilda - Amiga de Catalina y posterior amante de Goetz
Banquero
Arzobispo

## Frases Célebres
"Cuando los ricos se declaran la guerra, son los pobres los que mueren"
"Sólo hay Dios. El hombre es una ilusión óptica"
"La tierra es apariencia, no hay más que el cielo y el infierno. La muerte es un engañabobos para las familias; para el difunto, todo continúa".
"Dios ha muerto". (Cuyo significado guarda cierta relación con la frase homónima de Nietzsche).
"Ustedes, los realistas. Son todos iguales: cuando no saben qué decir, toman prestado el lenguaje de los idealistas. "
"Dios sabe muchas cosas más que tú; lo que a ti te parece un mal es un bien a sus ojos, porque él sopesa todas las consecuencias"

## Estreno
- Théâtre Antoine, París, 7 de junio de 1951.
  - Dirección: Louis Jouvet
  - Intérpretes: , Pierre Brasseur, Jean Vilar, Henri Nassiet, Jean Toulout, R.J. Chauffard, María Casares, Marie-Olivier, Maurice Dorléac.